# María Ana Teresa de Borbón-Condé
María Ana Teresa Luisa Victoria de Borbón-Condé, duquesa de Vendôme (París, 24 de febrero de 1678 - Ibídem, 11 de abril de 1718) fue hija de Enrique III de Borbón-Condé y de Ana Enriqueta del Palatinado. Como miembro de la Casa de Borbón reinante, era una princesa de sangre. Fue duquesa de Vendôme por matrimonio y duquesa de Étampes por derecho propio.

## Biografía
Nacida en París en 1678, fue la novena hija de sus padres, y la más joven de sobrevivir la infancia. En su juventud fue conocida como Mademoiselle de Montmorency, un tratamiento derivado de uno de los títulos de su abuelo. Su padre, el duque de Borbón y primer príncipe de sangre, era el hijo mayor sobreviviente de El Gran Condé.
María Ana nació y vivió en el Hotel de Condé, París, donde su padre era abusivo con ella, así como con su madre, Ana Enriqueta. Con frecuencia las golpeaba. María Ana estaba entre las últimas de sus muchos hermanos para casarse. En 1704, su padre quería que se casara con Fernando Carlos de Gonzaga-Nevers, duque de Mantua y del Monferrato, pero la propuesta no se materializó y Fernando Carlos en su lugar se casó con Susana Henriqueta de Lorena, conocida como Mademoiselle de Elbeuf.

## Matrimonio
Con la ayuda de su hermana Luisa Benedicta, duquesa de Maine, y sin el permiso de su madre (su padre y su hermano habían muerto en ese momento), María Ana se casó con su primo lejano, Luis José de Borbón, duque de Vendôme, un bisnieto de Enrique IV de Francia (por línea de su amante Gabriela de Estrées). La pareja se casó el 21 de mayo de 1710 en la capilla del castillo de Sceaux, la casa de Luisa Benedicta.
Aunque la princesa viuda de Condé no fue informada de esta unión, estuvo presente en la ceremonia de boda en Sceaux, junto con Luis Enrique, duque de Borbón; su esposa María Ana de Borbón; la princesa viuda de Conti y sus hijos Luis Armando, príncipe de Conti y Luisa Adelaida, mademoiselle de La Roche-sur-Yon. También estuvieron presentes los duques de Maine con sus hijos Luis Augusto, príncipe de Dombes y Luis Carlos, conde de Eu.
Dos días después de la boda, Vendôme dejó a su esposa en Sceaux para retirarse al castillo de Anet. El matrimonio no tuvo hijos. Luis José murió en 1712 y le dejó el título y las propiedades del ducado de Étampes. Cuando ella murió, el ducado pasó a manos de su sobrina, Luisa Isabel, princesa de Conti.

## Muerte
En 1714, María Ana hizo mejoras y ampliaciones al Hotel de Vendôme en París, lugar donde murió en 1718, a la edad de 40 años. Ella fue enterrada en el Convento Carmelita del barrio de Saint-Jacques, en París.